# Farsa
Farsa či farsetta (italsky fraška plural farse) je operní žánr spojený s Benátkami pozdního 18. a raného 19. století. Obvykle jde o jednoaktové opery někdy prováděné spolu s krátkým baletem. Často se provozovaly v benátském divadle Teatro San Moisè, typicky během masopustu. Dodnes se uvádí několik Rossiniho prací tohoto typu, především jeho Hedvábný žebřík (1812).